# مدينة العلوم والصناعة

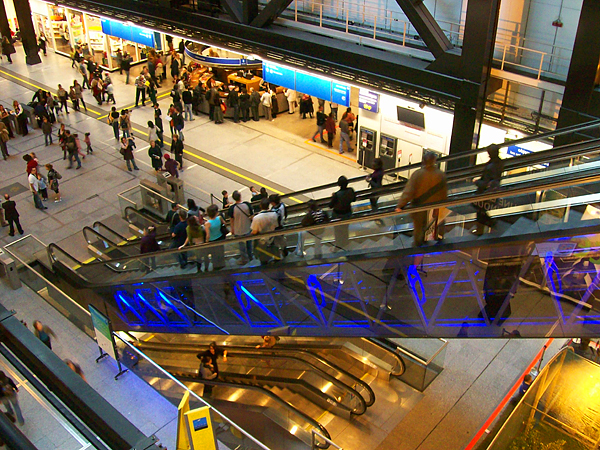

مدينة العلوم والصناعة Cité des Sciences et de l'Industrie هو أكبر متحف للعلوم في أوروبا، ويقع في العاصمة الفرنسية باريس. وهو مؤسسة عامة ذات طابع صناعي وتجاري، هدفه تعزيز الثقافة العلمية والتقنية.
أنشأت بقرار من الرئيس جيسكار ديستان بهدف نشر المعرفة العلمية والتقنية بين الشعب الفرنسي، لا سيما الشباب منهم، ولبث الاهتمام بالعلوم. ويزور المتحف سنويا حوالي خمسة ملايين شخص.